# Плащ-палатка

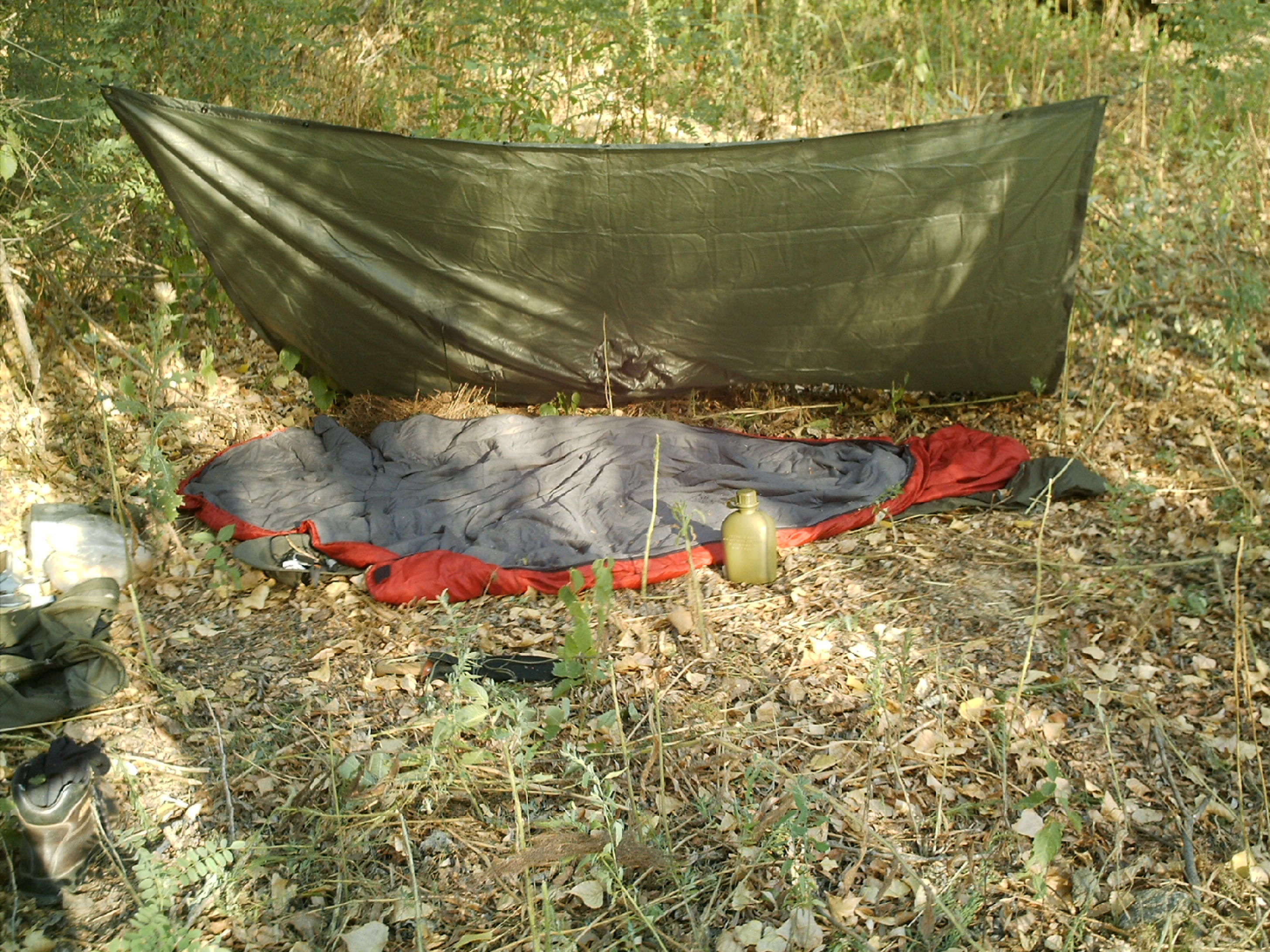
Туристическая плащ-палатка, установленная как тент.

Плащ-пала́тка — носимое походное палаточное имущество на одного человека, выполненное из водостойкой ткани, может выполнять роль плаща и палатки.
При необходимости устройство плащ-палатки позволяет использовать её для изготовления носилок или волокуш для транспортировки раненых или больных.

## История
Прародителем плащ-палаток можно считать плащ-епанчи́, которые использовались в Российской армии ещё со времён Петра I. Епанчи с воротником-капюшоном появились в 1761 году.
Плащ-палатки начали активно использоваться в составе военного имущества во второй половине XIX века. В России в стандартную экипировку офицеров непромокаемая плащ-накидка вошла в 1894 году.
В советский период России на снабжение командного и рядового состава (бойцов) стрелковых частей РККА была введена в 1936 году, в комплект плащ-палатки входили:
- Полотнище плащ-палатки размером 180 × 180 сантиметров[1] с принадлежностью:
  - разборная стойка, состоящая из двух полустоек-стержней длиной по 65 сантиметров[1];
  - два приколыша[1];
  - шнуровочная верёвка[1][6];

При умелом использовании военнослужащими являлась удобным предметом, защищавшим командира и бойца РККА от непогоды, также использовалась для маскировки, переноски раненых; плащ-палатка, набитая соломой или сеном, позволяла преодолевать водные преграды. Для защиты от непогоды военнослужащие использовали их как накидки. При расположении на местности из нескольких полотнищ плащ-палаток строили палатки на личный состав половины стрелкового отделения, также применяли полотнища плащ-палаток для устройства тентов, козырьков, укрытия шалашей, открытых окопов, прикрывали входы в землянки и шалаши. Кроме того, полотнища плащ-палаток служили подстилками и одеялами. В 1942 году оборонная промышленность начала выпускать ткань с двусторонним камуфляжем для улучшения маскировочных свойств полотнища плащ-палатки.

## Плащ-палатка

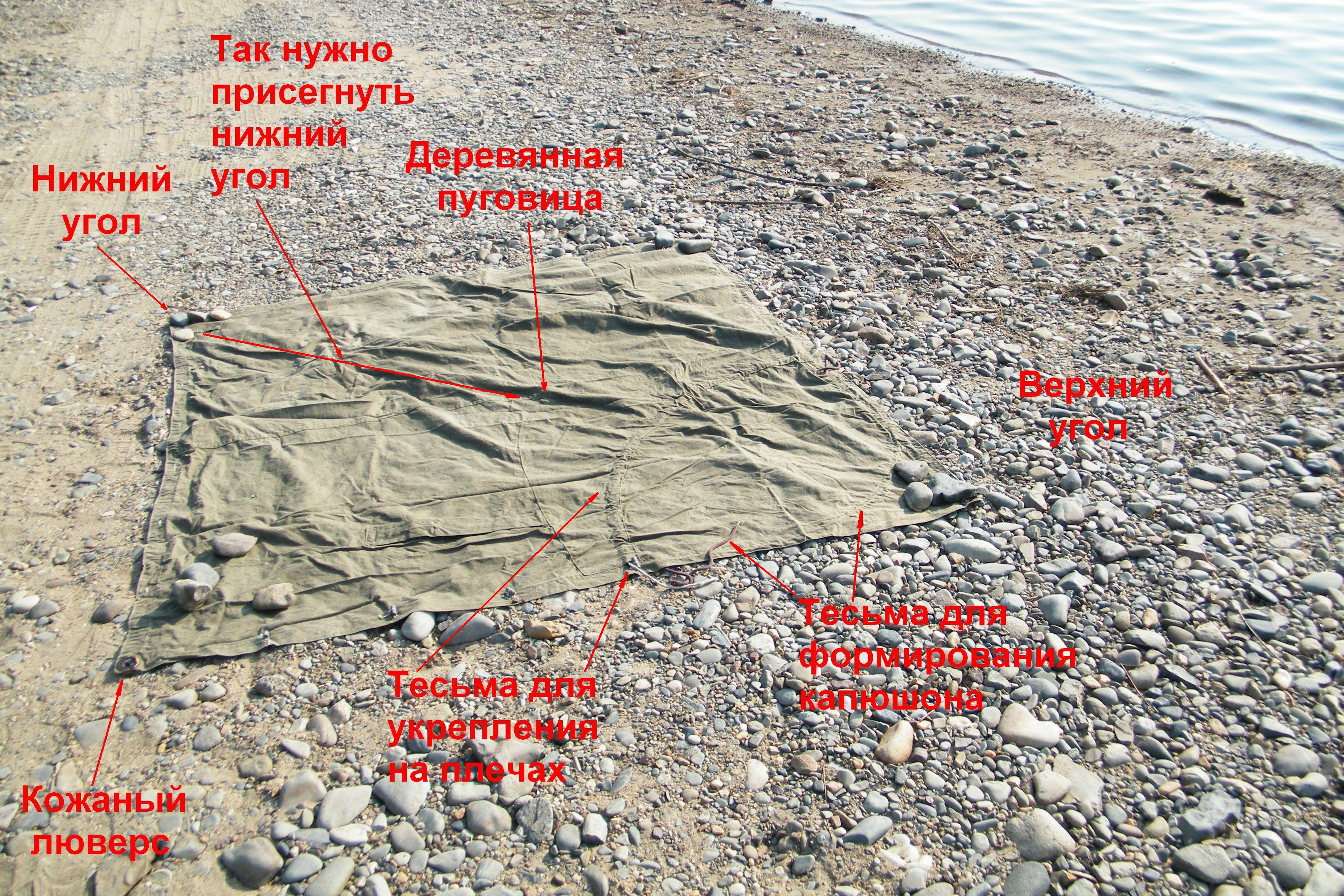
Устройство плащ-палатки.

Плащ-палатка в ВС СССР (также в странах ОВД) и России представляет собой брезентовое полотнище размером 180 × 180 сантиметров, по углам вшиты кожаные люверсы, предназначенные для растягивания плащ-палатки на кольях или на верёвочных растяжках (в лесу, под деревьями). На двух сторонах брезентового полотнища имеются деревянные пуговицы («шпеньки»), на двух других — обмётанные петли. Таким образом, несколько плащ-палаток могут быть соединены в одно большое полотнище.
На плечах военнослужащего плащ-палатка удерживается при помощи завязываемой тесьмы, подвижно вшитой в верхний угол. Также в верхний угол плащ-палатки вшита вторая подвижная тесьма, предназначенная для формирования капюшона и фиксирования его вокруг лица. Чтобы нижний угол плащ-палатки не волочился по земле и не создавал помех при ходьбе, он пристёгивается посредством люверса к находящемуся практически по центру полотнища деревянному «шпеньку».
Для выпуска одной руки в полотнище плащ-палатки имеется одна прорезь, застёгиваемая изнутри на деревянный «шпенёк». Другая рука выпускается наружу между полами плащ-палатки. Надетая на плечи плащ-палатка также может быть застёгнута.
Туристические плащи-пончо снабжаются молниями на боковых разрезах для дополнительной герметизации. Некоторые туристические плащ-палатки комплектуются колышками, растяжками и другими аксессуарами для использования в качестве палатки или тента.

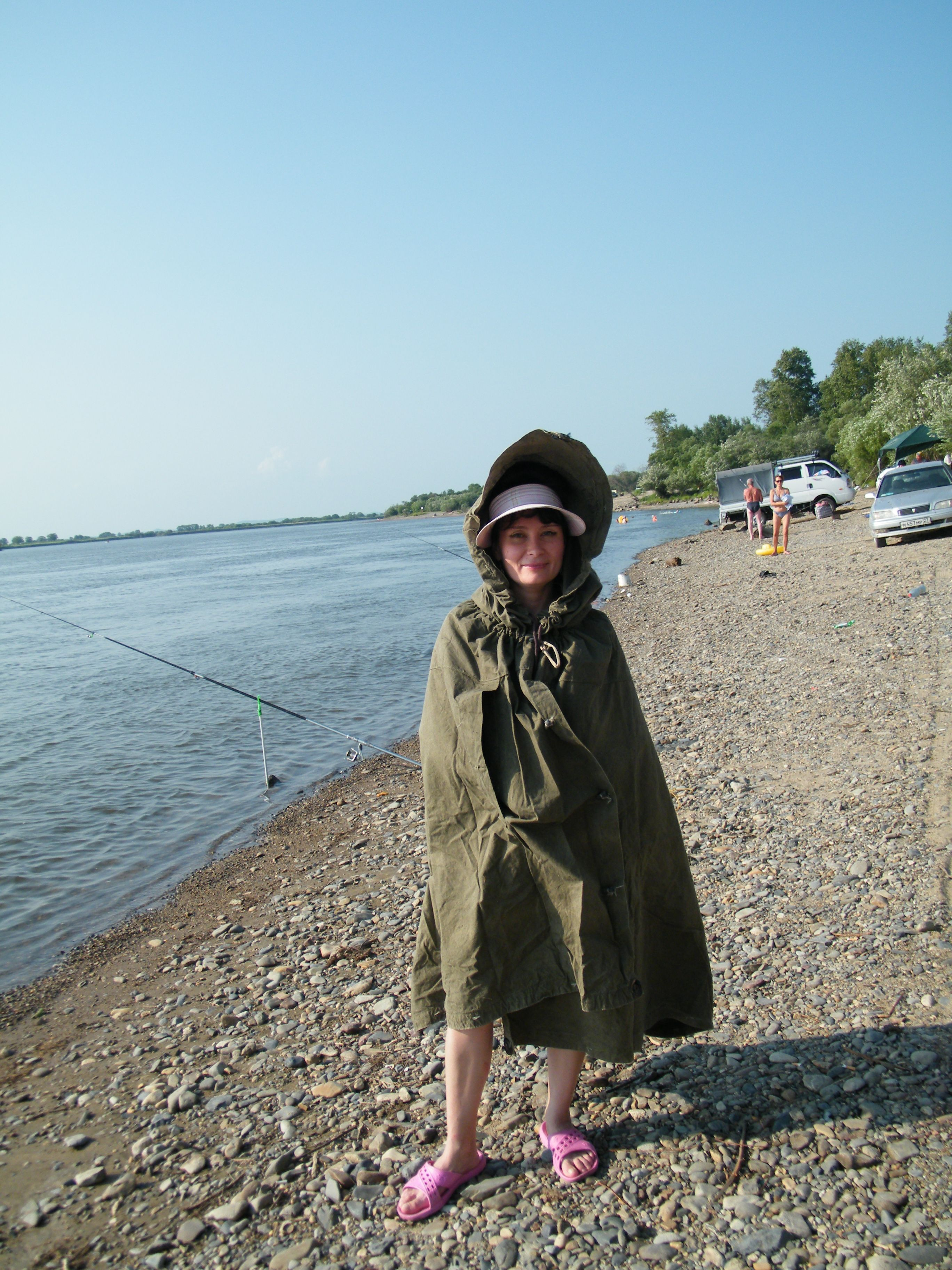
Плащ-палатка надета в виде плаща (накидки).
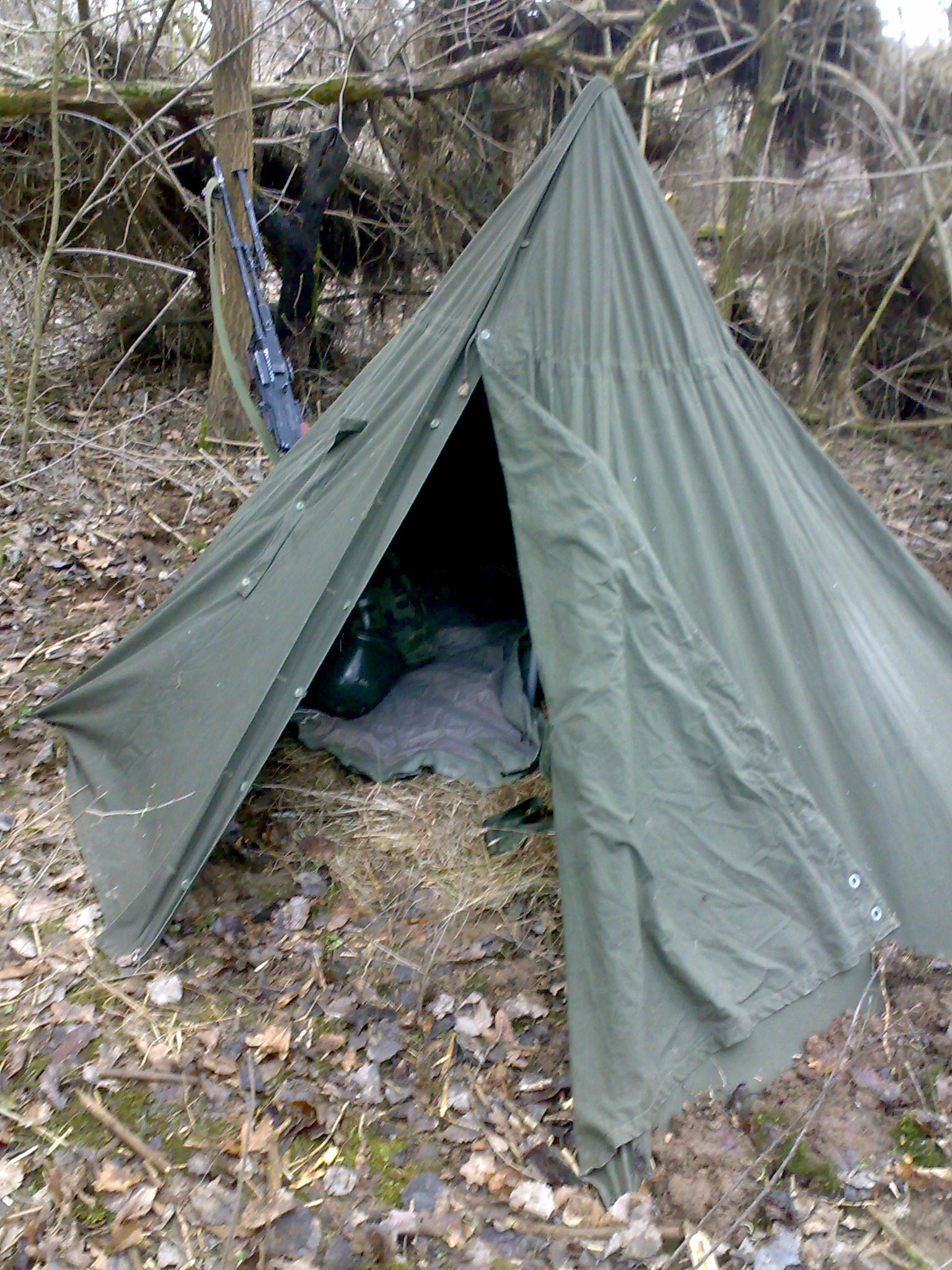
Плащ-палатка в виде палатки для 1 человека (Польша).
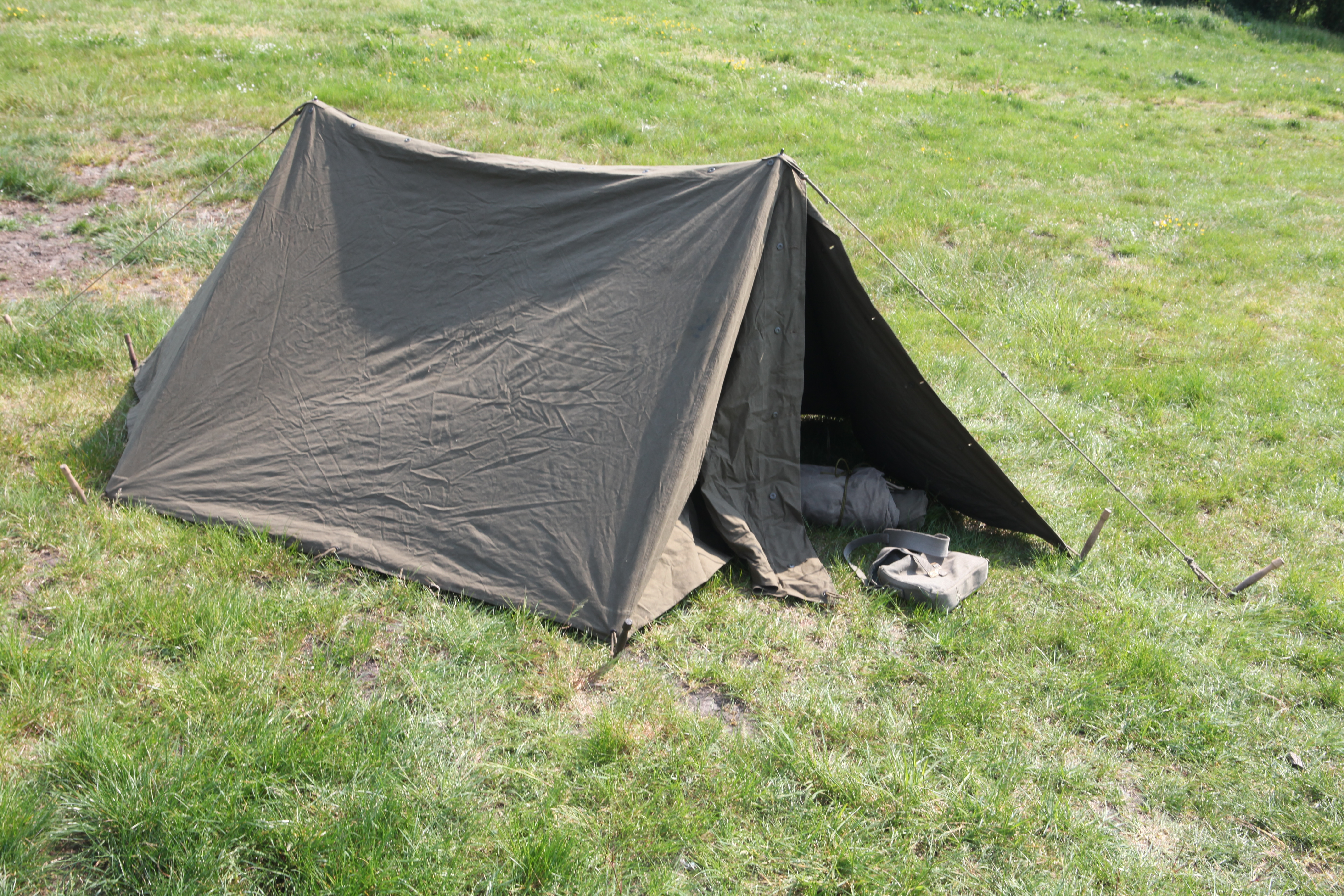
Походная палатка из двух плащ-палаток (ГДР).

## Плащ-накидка

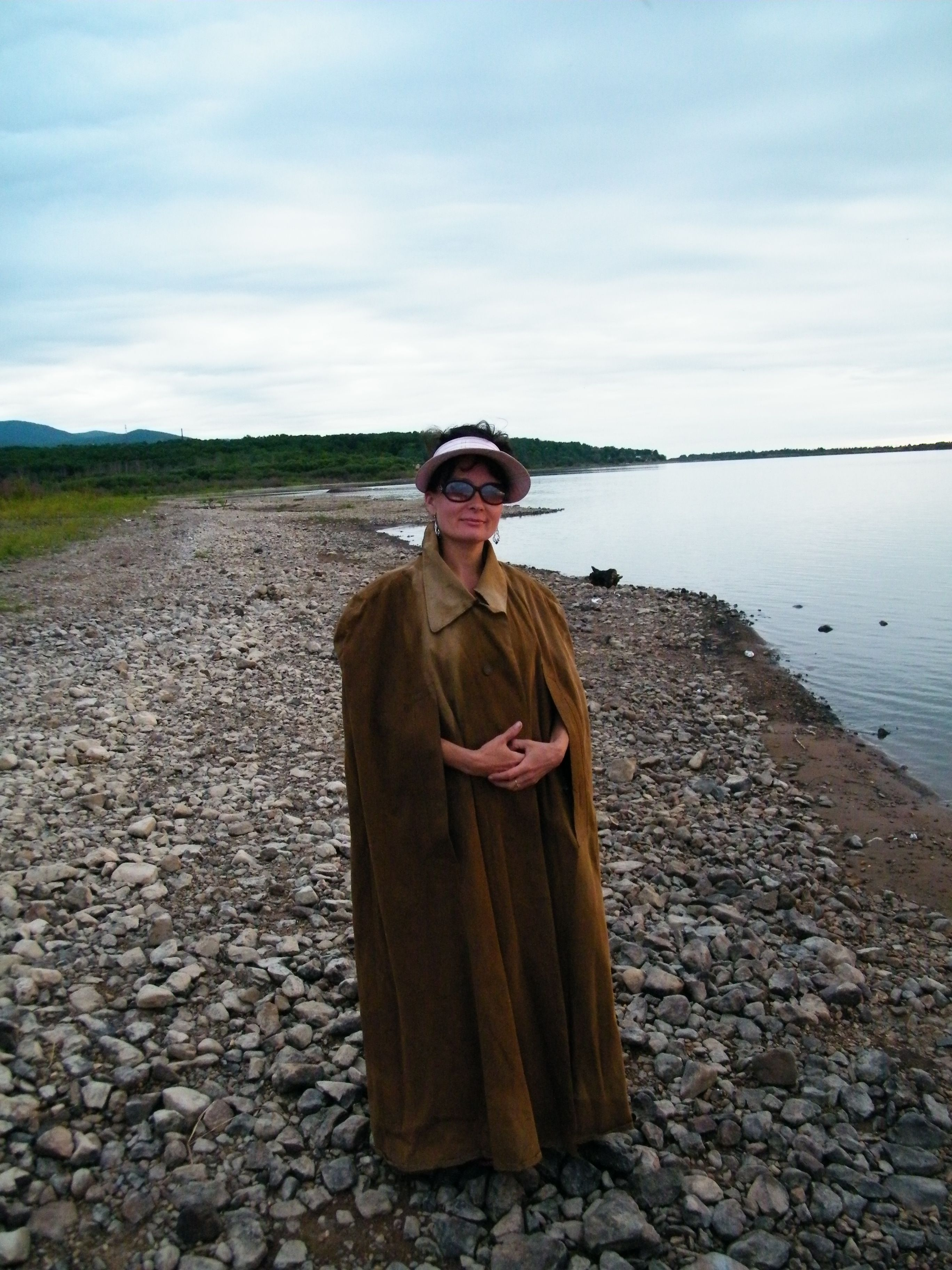
Офицерская плащ-накидка.

Короткая плащ-накидка из непромокаемой ткани входила в состав обмундирования самокатчиков, формирований вооружённых сил России имперского периода, утверждённого Александром III 14 июля 1892 года.
Плащ-накидка шьётся из прорезиненной ткани защитного или чёрного (в Военно-морском флоте) цвета. Представляет собой плащ с отложным воротником, только без рукавов. На плечах закрепляется при помощи тесьмы. Застёгивается на пуговицы. Для выпуска рук наружу имеются две прорези, также застёгиваемые изнутри на пуговицы. Чтобы рукам было удобно, изнутри имеются две тесьмы, за которые можно держаться. Капюшон пристёгивается на пуговицах.
Плащ-накидка выдаётся офицерам и прапорщикам (мичманам) как обмундирование, при отсутствии дождя носится в скатке на кожаном ремешке (портупее) на плече либо в футляре. Офицерская плащ-накидка может выдаваться старшинам и сержантам срочной службы при исполнении ими служебных обязанностей в зависимости от рода войск (сил).